# 文森体育场

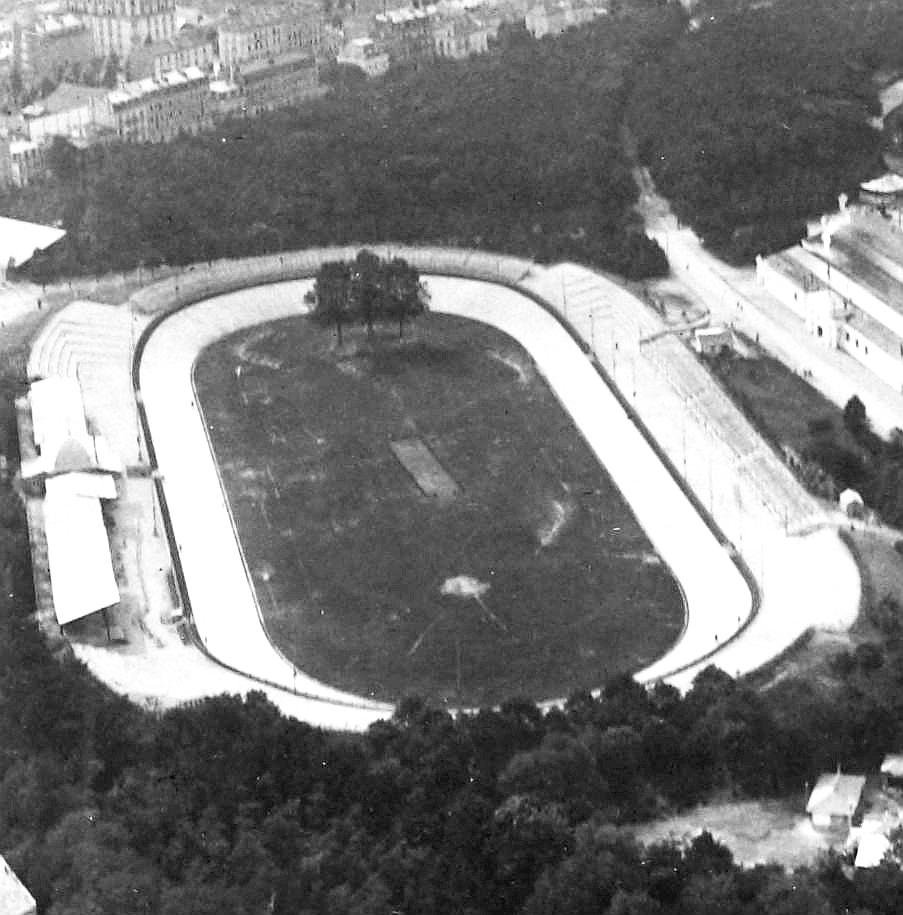
文森体育场 (1900)

文森体育场（官方名稱為 Vélodrome Jacques Anquetil - La Cipale）是在法国巴黎文森森林的自行車體育場。
本場館為1900年夏季奧林匹克運動會的主體育場及1924年夏季奧林匹克運動會的自行車比賽場館。

Vélodrome Jacques-Anquetil

## 外部連結
- 维基共享资源上的相關多媒體資源：文森体育场
- lords.org （页面存档备份，存于）

48°49′34.79″N 2°24′41.50″E / 48.8263306°N 2.4115278°E